# Arctocebus aureus
Arctocebus aureus là một loài động vật có vú trong họ Lorisidae, bộ Linh trưởng. Loài này được de Winton mô tả năm 1902.

## Hình ảnh

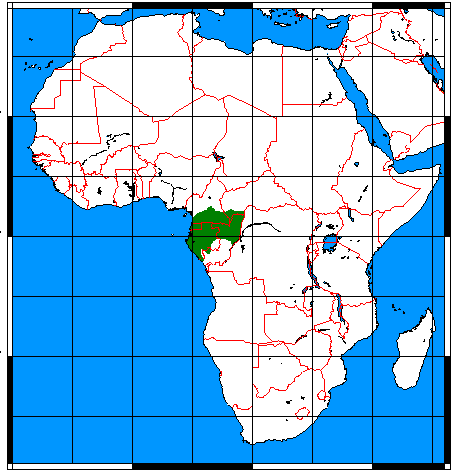